# Live in Europe
Live in Europe – trzeci solowy album Rory’ego Gallaghera, wydany w 1972, nagrany na żywo podczas trasy koncertowej po Europie.

## Lista utworów
| 1. | „Messin' With the Kid” (London)                  | 6:25  |
|    |                                                  |       |
| 2. | „Laundromat” (Gallagher)                         | 5:12  |
|    |                                                  |       |
| 3. | „I Could've Had Religion” (trad. arr. Gallagher) | 8:35  |
|    |                                                  |       |
| 4. | „Pistol Slapper Blues” (Blind Boy Fuller)        | 2:54  |
|    |                                                  |       |
| 5. | „Going to My Hometown” (Gallagher)               | 5:46  |
|    |                                                  |       |
| 6. | „In Your Town” (Gallagher)                       | 10:03 |
|    |                                                  |       |
| 7. | „What in the World"* (trad. arr. Gallagher)      | 7:40  |
|    |                                                  |       |
| 8. | „Hoodoo Man”* (trad. arr. Gallagher)             | 6:02  |
|    |                                                  |       |
| 9. | „Bullfrog Blues” (trad. arr. Gallagher)          | 6:47  |
|    |                                                  |       |
|    |                                                  | 59:24 |
|    |                                                  |       |

## Wykonawcy
- Rory Gallagher – wokal, gitary, harmonijka ustna
- Gerry McAvoy – gitara basowa
- Wilgar Campbell – bębny, instrumenty perkusyjne